# هر دقیقه یک نفر به دنیا می‌آید
«هر دقیقه یک نفر به دنیا می‌آید» (انگلیسی: There's One Born Every Minute) یک فیلم به کارگردانی هارولد یانگ است که در سال ۱۹۴۲ منتشر شد.
الیزابت تیلور در ده سالگی کارش را با بازی در این فیلم شروع کرد.

## بازیگران
- هیو هربرت
- تام براون
- گای کیبی
- ادگار کندی
- الیزابت تیلور
- کارل اسویتسر